# イェジイ・ジュワフスキ

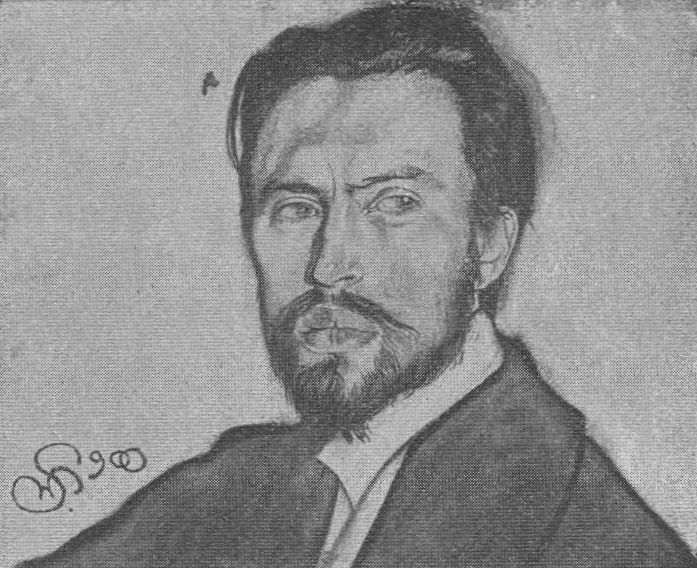
イェジイ・ジュワフスキの肖像。スタニスワフ・ヴィスピャンスキ（Stanisław Wyspiański）画

イェジイ・ジュワフスキ（ポーランド語:Jerzy Żuławski [ˈjɛʐɨ ʐuˈwafski/イェージ・ジュワーフスキ]、1874年7月14日 - 1915年8月9日）はポーランドの文学者、哲学者、翻訳家、登山家、民族主義者である。その最も良く知られた業績は、1901年から1911年にかけて書かれたSF叙事詩"トルィロギヤ・クシェンジツォヴァ（Trylogia Księżycowa）"（月三部作）である。

## 文学上の遺産
21歳での詩集の刊行（1895年）に始まり、第一次大戦の緊急報告書（1915年）で終わる20年間の著述業において、イェジイ・ジュワフスキは印象的な著作群を生み出した。その内訳は七冊の詩集、三冊にまとめられた文芸批評、数多くの文化的・哲学的エッセイ、十の戯曲と五編の小説である。彼は20世紀序盤において、重要で影響力のある、知性的な人物だと見なされていた。しかし20世紀後半では、創作の「月三部作」だけが、出版され続けることで彼の文学上の不滅性を保証していたに過ぎなかった。「世界で最も売れているSF作家」として名高いスタニスワフ・レム (1921年 - 2006年) は、「月三部作」の第一巻"ナ・スレブルヌィム・グロビェ（Na Srebrnym Globie）"『銀球で』1956年版と1975年版に紹介文を寄稿して、ジュワフスキの言葉には自分を「空想の作家」にするきっかけを与えるものがあったこと、「月三部作」を読むのに使った時間は彼の少年時代で最も魅惑的かつ人生を変える体験だったことを書き記している。

## 前半生、哲学における教育と研究
イェジイ・ジュワフスキは、ガリツィア地方の大都市ジェシュフに近いリポヴィェツ村で、強固に民族主義的なポーランド人の家に生まれた。1772年の第一回ポーランド分割によって、ガリツィアは（その首都ルヴフで）ポーランドから分離され、146年もの間、ハプスブルク家オーストリア帝国の一部とされた。イェジイ誕生の11年前、郷士であった彼の父カジミェシュはツァーリの法律に対する1863年の1月蜂起に加わった。カジミェシュは若いイェジイの人生に多大な影響を与え、イェジイは父と多くの見解を共有するようになった。
リマノヴァ 、ボフニャ、クラクフの良い学校で教育を受け、1892年から99年までジュワフスキはスイスへ行って初めチューリッヒ大学で学び、そしてベルン大学で実証主義者のリヒャルト・アヴェナリウス (Richard Avenarius, 1843 - 1896) の指導の下、博士号を取るべく哲学の研究を続けた。アヴェナリウスは、ジュワフスキがスピノザに関する博士論文"Das Problem der Kausalität bei Spinoza"（スピノザにおける因果性の問題）を1889年に発表する前に他界した。ジュワフスキは後にそのドイツ語原稿を加筆修正して、1902年にポーランド語の一般向けの本"ベデディクト・スピノザ、チュウォヴィェク・イ・ヂェウォ（Bededykt Spinoza, Człowiek i Dzieło）"（ベネディクト・スピノザ、人と業績）とした。彼はまたニーチェ、ショーペンハウエル、エドゥアルト・フォン・ハルトマンについて書き、そして彼らの著書のいくつかに関しては史上初のポーランド語訳を世に送り出した。ヘブライ語の旧約聖書、タルムード、数多い東洋の哲学者たちの著作物についても同様である。

## 最初の著作物
イェジイ・ジュワフスキの名前が冠された初めの刊行物は、これもやはりベルンで書かれた。クラクフの出版社に送った"ナ・ストルナフ・ドゥシ（Na strunach duszy）"（魂の弦の上で）という短い選集が、1895年に出版された。ドイツ語圏のベルンにおいてたった一冊のポーランド語の詩集はさして注目されなかったが、この若い作家は、それを取り上げたいくつかのポーランドの報道機関からそこそこの賞賛を受けた。十年後、ジュワフスキの一時的な名声の高さにより、この本は実験作であり彼の実力が真に発揮されたものではないと見なされるようになった。彼は文学雑誌"クルィティカ（Krytyka）"（批評）の編集を補佐するため1899年の春にポーランドへ帰り、クラクフで結婚したのち、まずヤスウォ (Jasło) で学校教師になった。彼のエッセイの多くは別の文学雑誌"ジチェ（Życie）"（生命）で発表された。

## 哲学における視野
ジュワフスキの研究は、彼が"スィンテティチュヌィ・モニズム（syntetyczny monizm）"（総合的一元論）と呼ぶ哲学的世界観を構成した。彼はその方法論を、"ムウォダ・ポルスカ（Młoda Polska）"(Young Poland) として知られる20世紀初頭世代のインテリたちが直面していたジレンマを概念的に解決するために使おうと試みた。形而上学者であり、芸術を形而上学の部門に組み入れるというアイデアの主唱者である彼は、"ナガ・ドゥシャ（naga dusza）"（「裸の魂」）というスローガン及び、「絶対性」の表現としての抽象的な理論に、具体的な形を与えようとした。彼が関心を持ったことは（同時代の他の理論家たちと同様に）、文化の発展と進歩、創造の分野を統率するインテリの義務、社会生活における個人の役割、であった。総合的一元論の中心となる命題は、「存在」が精神的であると同時に物質的でもある実体、すなわち「絶対性」と「過程」であるという思想に基づいていた。

## 「月三部作」の執筆

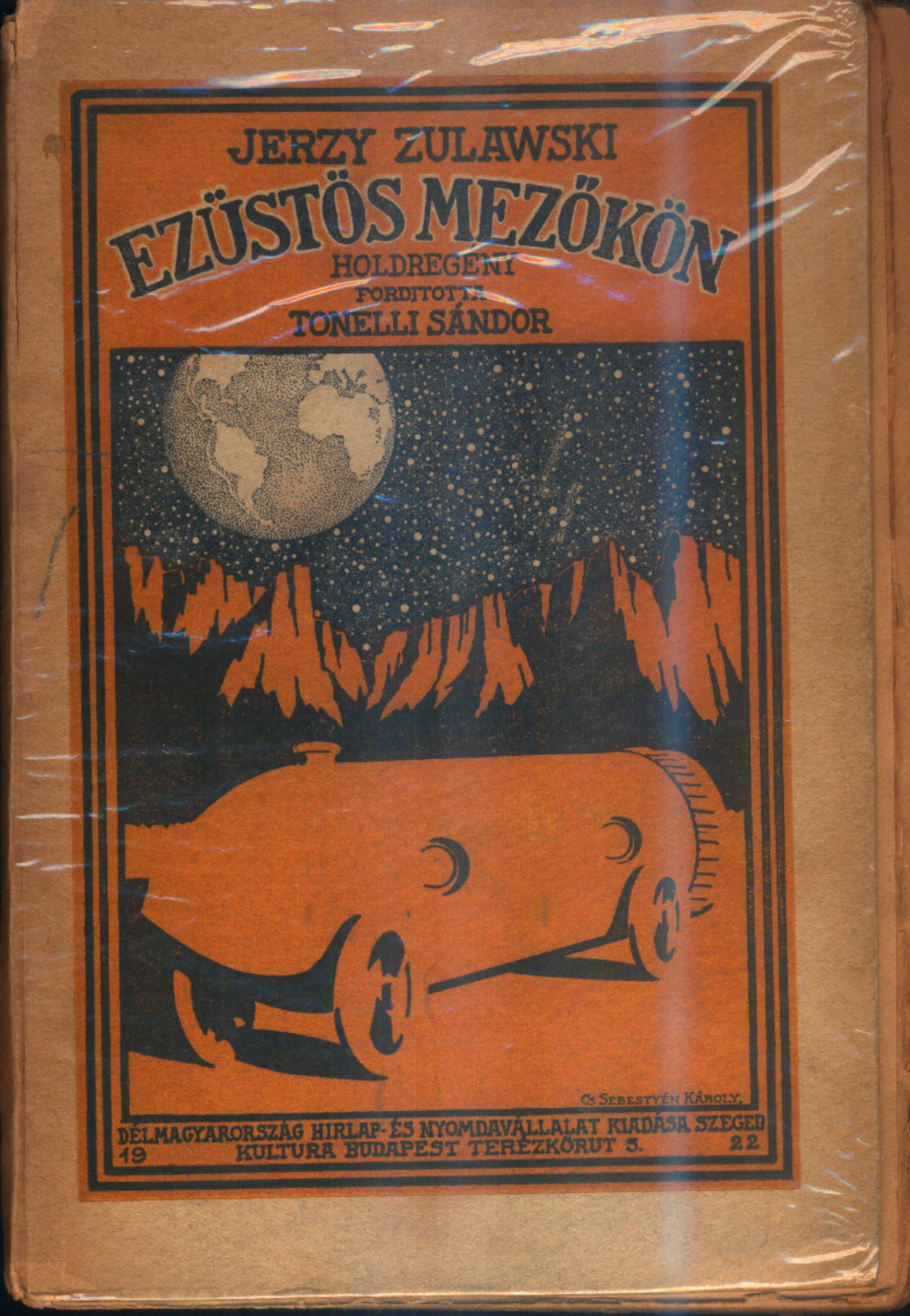
『銀球で』ハンガリー語版（1922年？）の表紙

1901年末までには、ジュワフスキは教師の仕事を断念して旅行と執筆に専念していた。このころ完成させたものに大作の第一巻、悲劇的に不運な月世界探検を描いた『銀球で』がある。この作品には、最後に"ピサウェム・フ・クラコヴィェ、ヴ・ジミェ・1901-2（Pisałem w Krakowie, w zimie 1901–2）"（「私はこれをクラクフで1901年から2年の冬に書いた」）という言葉が付されている。『銀球で』は地道な努力によって1901年12月から1902年4月の間、文学雑誌"グウォス・ナロドゥ（Głos Narodu）"（国民の声）に連載された。そして1903年にはルヴフで改訂版が出版された。
次の五年間、それは他に類を見ない作品であった。しかし1908年の秋から1909年の春の間、"ズヴィチェンスツァ（Zwycięzca）"（勝利者）と題された続編の連載が、"クリイェル・ヴァルシャフスキ（Kurier Warszawski）"（ワルシャワ日刊新聞）紙上で開始された。続けられるうち、話中では幾つもの世代が重ねられ、幾世紀もが過ぎて行き、それは前作『銀球で』と比べてより長く、より複雑で、より哲学的な作品になっていった。改訂され単行本として出版されたのは、1910年である。なお1910年は最終巻"スタラ・ジェミャ（Stara Ziema）"（古い地球）の第一回が誌上に登場した年でもある。これは『勝利者』の直接的な続編で、前作の（すでに殺された）主人公“勝利者”マーレクの宇宙船を使って月の矮人の二人組が先祖の惑星「地球」に帰ろうとする物語である。「国民の声」誌（『銀球で』を掲載した雑誌）は1911年の春に完了するまでこれの連載を継続し、三部作を完結させた。単行本は同年の末に刊行された。
全三巻セットの初版は、ルヴフで1912年に出版された。「月三部作」はその直後から以降の数十年も継続して、事実上ヨーロッパの全ての言語で広く読まれた。英語には翻訳されていないことが、ただ一つの注目すべき例外である。また、「月三部作」を初めとするジュワフスキの著作は日本語にも全て未訳である（2009年現在）。イェジイの又甥に当たる映画監督アンジェイ・ジュワフスキ（ズラウスキー）によって、第一巻が映画化され1987年に公開された（→「シルバー・グローブ/銀の惑星」）。
（各巻の内容については#小説の節を参照。）

## 結婚、息子たちと晩年の著作
1907年にジュワフスキは二度目の結婚をした。そして、死までに残された数年の間にマーレク（Marek, 1908-85）、ユリウシュ（Juliusz, 1910-99）、ヴァヴジニェツ（Wawrzyniec, 1916-57）という三人の息子をもうけた。マーレク（彼の誕生は偶然にも『勝利者』の執筆開始と同時であった）は父が書く叙事的物語『勝利者』の悲劇的主人公と同名になった。イェジイの早い死のため、子供たちは父から直接にものを教わる機会を持たなかったが、彼らは三人全員が父の登山趣味を受け継ぎ、登山目的の探検に多くの時間を費やした。マーレクは画家に、ユリュウシュは父と同じく詩人・小説家・詩の翻訳家に、ヴァヴジニェツは作曲家になり、三人兄弟は芸術における名声も父から受け継いだ。
1901年以降、時間が許す限り、ジュワフスキはポーランドで最も有名な登山の街ザコパネで過ごした。1910年までには、彼は大きな家を買い、妻子を連れてそこに移り住んだ。彼は地方の文学誌「ザコパネ」の副編集者になり、多くの著名作家や友人たちに歓迎された。例えばカジミェシュ・プシェルヴァ＝テトマイエル（Kazimierz Przerwa-Tetmajer）、ヤン・カスプロヴィチ（Jan Kasprowicz）、レオポルト・スタッフ（Leopold Staff）らは定期的にジュワフスキを訪問したものだった。熱狂的な旅行者・スポーツマンであった彼は、ヨーロッパの山々の多くに登り、ヨーロッパ大陸の大部分を訪問した。彼の詩は"ジチェ（Życie）"（生命）、"ムウォドシチ（Młodość）"（青春）、"クルィティカ（Krytyka）"（批評）、"ストルミェイン（Strumień）" (英：Stream), "ヒメラ（Chimera）" (英：Chimera e.g. Idle Fancy)、"スウォヴォ・ポルスキェ（Słowo Polskie）" (ポーランドの言葉)のようなポーランドの文芸誌に頻繁に掲載された。そして彼は続く四年の間、短編小説、エッセイ、翻訳その他の仕事を継続して行なった。

## 第一次大戦と死
1914年8月の初日に、ロシア、ドイツ、オーストリア＝ハンガリーによって分割されたポーランドの各部分は第一次世界大戦に突入した。イェジイ・ジュワフスキは、自分の信念に従う唯一の決断をし、ポーランド軍団（Piłsudski's Legions）に加わった。ポーランドの独立を再獲得するためである。彼は前線から家に規則正しく便りを出した。そして、（その文学上の名声からして当然ながら）ウッチでは軍団の報道部で重要な地位を与えられた。ここで彼は新聞"ド・ブロニ（Do Broni）"（武装へ）を編集・執筆した。1914年の終わりになると、ジュワフスキはウィーンで"ナチェルヌィ・コミテト・ナロドヴィ（Naczelny Komitet Narodowy）"（最高国家委員）に選出された。1915年4月にピョトルクフ (Piotrków) へ転属になり、ポーランド軍団本部で第一旅団司令部との連絡を受け持った。8月の初めごろ、前線にいる間、彼はチフスに罹り、数日間の闘病ののちデンビツァ (Dębica) の野戦病院で死亡した。41歳。三男のヴァヴジニェツはその半年後、1916年2月14日に生まれた。

### 家族
イェジイの未亡人カジミェラ・ジュワフスカ（Kazimiera Żuławska）は、その後、息子たちを連れてワルシャワに移り住んだ。彼らは第二次世界大戦の間もそこに居続けた。カジミェラと息子ヴァヴジニェツは、Polish Resistanceおよび彼らのアパートに匿ったユダヤ人たちにとって大変な助けになったが、これは占領者たるドイツ軍に逮捕されれば死を免れない行為であった。結果として二人は戦後、諸国民の中の正義の人の称号を受けている。ヴァヴジニェツ（音楽上の経歴においてはフルネームのヴァヴジニェツ・イェジイ・ジュワフスキとして知られる）もまた献身的な山岳救助の専門家であった。1957年の中頃、救助活動中にアルプスで雪崩によって死んだ時、彼は父親が死んだのと同じ41歳であった。

## イェジイ・ジュワフスキの出版された作品

### 詩
ジュワフスキの詩は主に1895年から1904年の期間に書かれた。続く年代、彼の詩は、ジュワフスキ自身が編集する雑誌に時おり発表されるに留まった。それらはエッセイや他の種々雑多な断片とともにまとめられ、1920年代の初頭に死後出版された。彼の最も有名な詩の一つは、歌になり、後々まで（第二次世界大戦の間にも）ポーランドの愛国者たちに歌われた。"Do moich synów"（息子たちへ）は、1914年、ウィーンにおける彼のごく短期間の軍務期間中に書かれ、スタニスワフ・エキェルト (Ekiert) によって曲を付けられた。
- 1895年 - Na strunach duszy （魂の弦の上で）
- 1897年 - Intermezzo
- 1897年 - Stanca o pieśni (Songs for Stance)
- 1900年 - Poezje II (Poetry II)
- 1902年 - Z domu niewoli （隷属の家から）
- 1904年 - Pokłosie （穀粒の耳）

### 戯曲
1904年から1907年の間、ジュワフスキの創作意欲は主として戯曲に向けられた。彼の最初の劇は、ポーランド独立の苦闘を思い出させることを目的とした愛国的な作品だった。しかしその後はテーマとして心理学的な洞察や若者の解放を扱うようになった。最も成功した戯曲は幻想的な『エロースとプシューケー』で、これは観客の心の奥深くに、神話・伝説・ファンタジーという象徴的な素材を通じて、感銘を与えようとする時代精神の表れだと受け取られた。時々書かれる歴史ものもまた、厳しい現実より詩的表現と無韻詩を強調する傾向にあった。ジュワフスキの劇への熱意は、（彼に言わせると論争好きで型破りな）多くの批評家たちによって疑いの目で見られたが、多くの作品は一般の観衆に広く受け入れられた。タデウシュ・パヴリコウスキのような一流舞台監督に手がけられた時や、イレナ・ソルスカのような有名女優に演じられた時にはとりわけ好評であった。
- 1903年 - Dyktator （独裁者）
  - 一月蜂起（1863年）の40周年を記念して書かれた。
- 1903年 - Wianek mirtowy （ミルテスの花輪）
- 1904年 - Eros i Psyche （エロースとプシューケー）
- 1905年 - Ijola (Iolanthe)
- 1906年 - Donna Aluica
- 1906年 - Koniec Mesjasza （救世主の最期）
  - 後に『勝利者』でも取り上げられる哲学的・形而上学的なテーマ（すなわち、救済の無力さと殉教の限界）が追求される。
- 1906年 - Gra (The Game)
- 1909年 - Za cenę łez （涙の場所に）
- 1911年 - Gród Słońca（太陽の都市）

### 『銀球で』

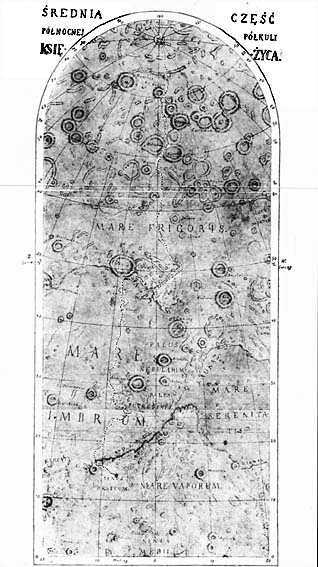
『銀球で』原書の図版（月の北半球の地図）

- Na Srebrnym Globie（銀球で） - 初版は1903年、ルヴフにて

シリーズ第一巻たる本作は、誤算に基づいた、悲惨な月世界探検の物語である。21世紀、多国籍の探検隊が（ヴェルヌの『月世界旅行』風の砲弾宇宙船に乗って）月へ向かう。宇宙船は月面に硬着陸し、イギリス人、アイルランド人は死亡。帰還の望みは絶たれる。
ポーランド人の主人公（物語は彼の手記という形を取る）ヤン・コレツキー（Jan Korecki）、ドイツ人女性のマルタ、ブラジル系ポルトガル人のペドロは、空気と水を求めて月の裏側を目指す。彼らは辛うじて生存できる地に辿りつき、マルタとペドロは結ばれ、奇形の「月人」第一世代が誕生する。恋に破れ傷心の主人公は彼らとは隔絶して「月人」の観察と記録に専心する。「月人」たちは近親相姦で世代を重ねてゆき、地球帰還という悲願を実現してくれる「救済者」の来訪を待つ宗教を作り出す。
半世紀近く後。マルタとペドロはとうに亡く、コレツキーも老いて死にかけていた。しかし彼は最期の力を振り絞ってかつての不時着地点を目指し、宇宙船に積まれていた連絡用小型ロケットで手記（この小説）を地球に送り出す。

### 『勝利者』
- Zwycięzca（勝利者） - 初版は1910年、ワルシャワにて

第二巻である本書は三部作中で最も長く複雑である。舞台は前作の数世紀後。物語は前作の悲惨な探検以来はじめての月ロケットが目的地に着陸するところから始まる。この新型宇宙船は宇宙工学者マレク（Marek）を月世界に運んだ。彼こそが「月人」（精神的にも肉体的にも矮小化した種族である）が待ち望んでいた「救世主」であった。
この頃、「月人」は悪魔を思わせる（黒い翼とテレパシー能力を有する）月の先住種族「シェルン」によって奴隷化されていた。マレクは「シェルン」の精神攻撃に耐え抜いて彼らの首領を倒し、「月人」を圧制から救う。
歴史上はじめて脅威から解放された「月人」たちは、彼を救世主として祭り上げた。しかし、マレク（不幸な情事から逃れるため月にやって来た）は「月人」女性との恋愛でも悲劇を経験し、精神的に力尽きてしまう。
その後「月人」社会は、「救済者」マレクの位置づけに関する神秘主義的信仰と階級の分裂によって崩壊してゆく。「月人」たちは、マレクが地球帰還という究極的な（そして物理的な）救済を与えてくれないことに意気消沈し、精神的救済を求める方向に堕して行った。その結果マレクはキリストの磔を思わせる状況の中で死に至らしめられる。

### 『古い地球』
- Stara Ziemia（古い地球） - 初版は1911年、ワルシャワにて

最終巻たる本作は、マレクの殉教の直後の時代から始まる。「シェルン」という敵の消失により、「月人」社会は統一されているべき理由をなくして混乱の極みにあった。2人の「月人」が避難場所を求めて、マレクの載ってきた宇宙船に潜り込む。宇宙船は自動操縦で、予めセットされていた通りに地球へ向かう。27世紀の地球で彼らは政治的策謀の渦巻く様や、過度の機械化が人間の運命までを左右する様を目の当たりにするのだった。

## その他の著作について
雑誌および新聞への寄稿が多かったため、ジュワフスキの著作にはあまり知られていないものも大量にある。その内訳としては評論、哲学を論じたもの、加えて短編小説や詩が挙げられる。彼の死後しばらくしてから（1920・30年代に）一部はまとめられて出版されたが、大半は散逸したままで全貌は把握されていない。ジュワフスキは多言語を解する翻訳者でもあった。特にニーチェ、ジャン・リシュパン（Jean Richepin）の詩や、旧約聖書（ヘブライ語原典）の主要部をポーランド語に訳したことで知られる。